# Estrecho de Tañón
El estrecho de Tañón se encuentra entre las islas de Negros y Cebú en las Filipinas. El estrecho conecta el mar de Bisayas con el mar de Bohol.
El estrecho de Tañon es conocido por los avistamientos de ballenas y delfines, con barcos turísticos que operan desde un muelle en la ciudad de Bais.
El 7 de febrero de 2008, la Corte Suprema de Filipinas ordenó al Departamento de Medio Ambiente y Recursos Naturales y al Departamento de Energía responder sobre una petición de certiorari presentada para proteger a las ballenas dentadas, delfines, marsopas y otras especies de cetáceos en el Estrecho de Tañon deteniendo la exploración de petróleo por la Japan Petroleum Exploration Co. Ltd. (JAPEX) en el canal protegido.